# Partnervold
Partnervold er den vold, der udøves mellem partnere, eksempelvis et kærestepar eller et ægtepar. Volden kan være fysisk eller psykisk, og den kan være udøvet af begge parter eller blot den ene. Fysisk vold kan bestå af slag med flad eller knyttet hånd, riven i håret, rysteture, spark, brændemærker fra eksempelvis cigaretter, knivstik og skud.
Ægtemandens vold mod sin hustru kaldes også hustruvold.

## Danmark
Ifølge en undersøgelse fra Statens Institut for Folkesundhed fra 2021 angav 1,0% af alle kvinder og 0,8% af alle mænd at de har været udsat for fysisk vold fra en partner inden for det seneste år. Det skønnes i undersøgelsen at ca. 24.000 kvinder (mellem 17.000 og 32.000), samt ca. 20.000 mænd (mellem 13.000 og 29.000) blev udsat fysisk partnervold i 2021. 97% af de kvinder som var udsat for fysisk partnervold, var udsat for vold fra en mand, og 8% af kvinderne var udsat for vold fra en kvinde. Af de af de mænd som var udsat for fysisk partnervold, svarede 21% mændene at de var blevet angrebet af en mand, og i 91% af en kvinde.
Psykisk vold blev ulovligt i Danmark den 1. april 2019. Estimater fra 2021 vurderer ud fra adspurgte at 11,2% (ca. 242.000) af kvinder og 9,4% (ca. 194.000) af mænd udsættes for psykisk partnervold årligt.
Mænd og kvinder har ikke samme adgang til hjælp når de er udsat for partnervold i Danmark. Loven om hjælp (i form af et midlertidigt ophold i boformer hvis man har været udsat for vold, trusler om vold eller er i tilsvarende krise i relation til familielivet) er designet til at hjælpe kvinder og børn. Mænds adgang til et krisecenter afhænger af tilstedeværelsen af særlige sociale problemer. Dette skyldes mænds adgang til et krisecenter er tilknyttet tilbud til personer med hjemløshed (Serviceloven §110), da der i Danmark ikke er en lovgivning der specifikt behandler mænds situation når de er udsat for partnervold.

## Note
1. 1 2 3 4  Vold og overgreb i Danmark 2021 (PDF), Statens Institut for Folkesundhed, 2022, s. 7, hentet 10. februar 2023
2. ↑  Straffeloven §243, Danske Love, hentet 10. februar 2023
3. ↑  Serviceloven §109, Retsinformation, hentet 10. februar 2023
4. ↑  Serviceloven §110, Retsinformation, hentet 10. februar 2023
5. ↑  Lassen, B; Haggren Nielsen, N; Winther, M; Bates, EA (2023). "Men's Exposure to Intimate Partner Violence and Their Experiences With a Crisis Center in Denmark". Partner Abuse. 14 (1): 133-156. doi:10.1891/PA-2022-0032.

 Der er for få eller ingen kildehenvisninger i denne artikel, hvilket er et problem. Du kan hjælpe ved at angive troværdige kilder til de påstande, som fremføres i artiklen.